# Charles Renouvier
Charles Bernard Renouvier (født 1. januar 1815 i Montpellier, død 1. september 1903 i Prades, departementet Pyrénées-Orientales) var en fransk filosof. 
Renouvier studerede først matematik, deltog i det politiske liv, men trak sig tilbage derfra efter Napoleon III's statskup 1851. Renouvier vil give et filosofisk system, i det væsentlige bygget på Kant; i modsætning til den tyske nykriticisme betegner dog den franske kriticisme en fuldstændig omarbejdelse af Kant i idealistisk retning. Ud fra modsigelsen i Kants begreb Ding and sich forkaster Renouvier dette, alt må være forestillinger, og heraf følger atter, at det uendelige, da det ikke kan forestilles, ikke kan være andet end det blot ubestemte. Han forkaster derfor antiteserne i Kants antinomier, der hævder uendeligheden i tid og rum, og som Dühring opstiller han endelighedens eller det bestemte antals lov (loi de la finité). Verden er nok større end vor opfattelse, men ikke uendelig stor; i kraft af relativitetsloven skal det uendelige være det selvmodsigende, og tanken må derfor standse ved en eller flere, første årsager. I nøje sammenhæng med endelighedens lov hævder Renouvier i sin naturfilosofi diskontinuitetens lov (loi de l'intermittence); sammenhængen er kun tilsyneladende og indeholder i virkeligheden en selvmodsigelse, konsekvensen bliver for Renouvier hvert enkelt øjeblik en skabelse fra ny af. Ved opstillingen af denne lov står han i modsætning til Leibniz, hvem han ellers på afgørende punkter staar nærmere end Kant, idet han betragter naturen som en trinrække af monader, fra de laveste, atomerne, til de højeste, de bevidste væsener. 
I kraft af diskontinuitetens lov forkaster Renouvier egentlig årsagsloven, forbindelsen mellem monaderne opfatter han derfor som en præstabileret harmoni og hævder i sammenhæng hermed i sin etik viljens fuldstændige frihed (ambiguité). Hans etik er stærkt påvirket af Kants og ligeledes hans religionsfilosofi, dog hævder han, også i kraft af endelighedens lov, at Gud ikke kan være evig. Renouvier antager en præeksistens og et syndefald og optager her romantikkens idé om "den gyldne tid" og den derpå følgende dekadence. Skønt systemet kaldes "fænomenalisme" og med forkastelsen af alt, der ligger ud over erfaringens grænse, vil stå al metafysik fjernt, bør det dog ikke betragtes som en virkelig fortsættelse af Kant, men snarere som en romantisk reaktion mod positivismen; grundsynspunkterne står, trods en ydre lighed, kriticismen fjernt, og deres anvendelse på de specielle områder er ofte fantastisk. Af Renouviers værker må fremhæves: Essais de critique générale (1854, 2. omarbejdede udgave 1876), La science de la morale (1869), Esquisse d'une classification systématique (1885), Philosophie analytique de l'histoire (1896), Nouvelle monadologie (1899), Les dilemmes de la métaphysique pure (1901), Le personalisme (1902).